# Alfonso Nieto Martínez
José Alfonso Nieto Martínez (30 de octubre de 1991, Ciudad de México, México) es un futbolista mexicano que jugaba como centrocampista. Se encuentra sin club desde 2022.

## Trayectoria
Jugó la Copa Libertadores 2018, siendo eliminado por Club Guaraní.

## Clubes
| Club                   | País       | Año         |
| ---------------------- | ---------- | ----------- |
| Pumas UNAM             | México     | 2010 - 2016 |
| CS Herediano (Cedido)  | Costa Rica | 2017        |
| Carabobo FC            | Venezuela  | 2019-2021   |
| Coatepeque Fútbol Club | Guatemala  | 2021-2022   |

## Palmarés
- Campeón de Goleo del Torneo Apertura 2011 Sub-20, con siete anotaciones.
- Campeón con Herediano 2017.
- Campeón de Goleo de la Liga de Balompié Mexicano 2022
- Campeón de Goleo de la Copa de Balompié Mexicano 2022
- Campeón de Copa de Balompié Mexicano 2022